# Milan Horvat
Milan Horvat (Pakrac, 28. srpnja 1919. – Innsbruck, 1. siječnja 2014.), bio je hrvatski glazbenik, dirigent, pijanist i pedagog.
Karijeru je započeo 1946. godine kao voditelj Simfonijskog orkestra Radio Zagreba. Pet godina je bio glavni dirigent Nacionalnog simfonijskog orkestra Irske u Dublinu. 1956. godine započeo je dugu suradnju sa Zagrebačkom filharmonijom, s kojom je za života ostvario brojne uspješne koncertne turneje po Europi i Sjedinjenim Državama. Od 1969. do 1975. bio je voditelj novoosnovanoga Bečkog radijskog simfonijskog orkestra (njem. Radio-Symphonieorchester Wien ili RSO Wien). Tijekom svoje karijere, dirigirao je orkestrima diljem Europe u gradovima kao što su Berlin, Rim, Salzburg i Lisabon.

## Životopis
Milan Horvat rođen je 28. srpnja 1919. godine u Pakracu. Diplomirao je klavir na Muzičkoj akademiji u Zagrebu kod Melite Lorković i Svetislava Stančića, a dirigiranje kod Milana Sachsa i Fridricha Zauna. Nakon što je doktorirao pravo u Zagrebu, posvetio se glazbi. Glazbenu je karijeru započeo 1946. godine kao voditelj Simfonijskog orkestra Radio Zagreba. Osim velikog uspjeha u zemlji, ostvario i zapaženu međunarodnu karijeru, pogotovo u velikim europskim glazbenim središtima. Veliki dio karijere posvetio je brojnim izvedbama i praizvedbama djela hrvatskih skladatelja, te promociji mlađih hrvatskih glazbenika.
Od 1951. do 1956. godine bio je dirigent Irskog radija u Dublinu, dok je od 1956. do 1970. na istom položaju u Zagrebačkoj filharmoniji (1957. – 1969. bio je i njezin direktor). Simfonijskim orkestrom Austrijskog radija u Beču upravljao je od 1969. do 1975. godine, te je od 1975. bio profesor dirigiranja na Visokoj muzičkoj školi u Grazu. Iste godine preuzeo je i vodstvo Simfonijskog orkestra RTV u Zagrebu (tada Zagrebački simfoničari RTZ). Od 1978. godine bio je počasni šef dirigent i stalni gost Zagrebačke filharmonije, od 1997. do 2000. godine kao šef dirigent upravlja Simfonijskim orkestrom u Grazu. Bio je i počasni dirigent Komornoga orkestra Lausanne, te stalni gost dirigent i počasni član Slovenske filharmonije.
U svojoj dirigentskoj karijeri najviše se bavio simfonijskom glazbom, od barokne glazbe (oratoriji J.S. Bacha i Georga Händela), razdoblja klasične glazbe (Beethovenove simfonije) i romantike (Schubert, Brahms, Čajkovski) do klasika 20. stoljeća (Igor Stravinski, Dmitrij Šostakovič, Béla Bartók).
Maestro Horvat veliku je pozornost posvećivao nacionalnom stvaralaštvu, te je istodobno obavljao selekciju kojom je određivao koja će djela izvoditi kao hrvatski izvozni proizvod na brojnim koncertima i važnim inozemnim turnejama Zagrebačke filharmonije. Gotovo 10 godina bio je operni dirigent u Zagrebu, te je obišao cijelu Europu i njezine glavne glazbene centre poput Londona, Berlina, Petrograda, Pariza, Moskve, Milana i Züricha. Koncertne turneje vodile su ga i u SAD i Japan. Bio je dugogodišnji umjetnički rukovoditelj glazbenog programa Ljetnih igara u Dubrovniku. 
Snimao je za potrebe radija i televizije, te je dirigirao mnogim najpoznatijim svjetskim orkestrima (München, Berlin, Leipzig, Beč, Dublin, Dresden, Lausanne, Ženeva, Kopenhagen, Rim, Venezia, Sao Paolo i mnogi drugi). Objavio je mnoge nosače zvuka za najpoznatije svjetske diskografske kuće kao što su Decca, Philips, Deutsche Grammophon Gesellschaft i druge.
Umro je u Innsbrucku na Novu godinu 2014.

## Nagrade i priznanja
U svojoj karijeri maestro Milan Horvat osvojio je brojne međunarodne i domaće nagrade.
- 1958. – Nagrada Milka Trnina
- 1961. – Nagrada Vladimir Nazor
- 1999. – Nagrada Grada Zagreba za 1998. godinu[5]
- 2005. – diskografska nagrada Porin za životno djelo

## Vanjske poveznice
- Diskografija Milana Horvata na Allmusicu
- Discogs.com - Milan Horvat (diskografija) (engl.)
- International artists management  Arhivirana inačica izvorne stranice od 10. listopada 2007. (Wayback Machine) - Životopis Milana Horvata (engl.)